# هارون بيرمان
هارون بيرمان هو سياسي جنوب أفريقي، (و. 1893  م). نشط حزبياً في حزب الاتحاد ‏.